# Bão Stan
Bão Stan là một cơn bão nhiệt đới đã ảnh hưởng đến Trung Mỹ vào đầu tháng 10 năm 2005, khiến hàng nghìn người thiệt mạng. Stan là cơn bão nhiệt đới thứ 18 và là cơn bão thứ 11 của mùa bão Đại Tây Dương năm 2005. Khi vùng nhiễu động nhiệt đới di chuyển đến phía tây biển Caribe, nó phát triển thành xoáy thuận nhiệt đới và đạt cường độ bão nhiệt đới lần đầu tiên đổ bộ vào bán đảo Yucatán. Cơn bão trong thời gian ngắn suy yếu thành áp thấp nhiệt đới khi đi qua bán đảo, nhưng khi đi vào vịnh Campeche, nó lại mạnh lên trong điều kiện thuận lợi cho sự phát triển của xoáy thuận nhiệt đới, Stan đạt cường độ bão cấp 1 vào ngày 4 tháng 10 và sau đó đạt vận tốc 70 hải lý/giờ. tốc độ gió trung bình đạt đỉnh điểm khiến cường độ bão dễ dàng đổ bộ gần Punta Roca Partida, Mexico. Sau khi đổ bộ, nó suy yếu và tan do ảnh hưởng của địa hình.
Mặc dù đây chỉ là cơn bão cấp 1 nhưng ảnh hưởng của nó đã lan rộng khắp Trung Mỹ, giết chết hơn một nghìn người, làm ngập lụt một số ngôi làng, gây thiệt hại mùa màng và gây thiệt hại kinh tế lên tới 3,9 tỷ USD. Do số lượng thương vong quá lớn nên cái tên Stan đã bị khai tử bởi Tổ chức Khí tượng Thế giới.

## Lịch sử khí tượng

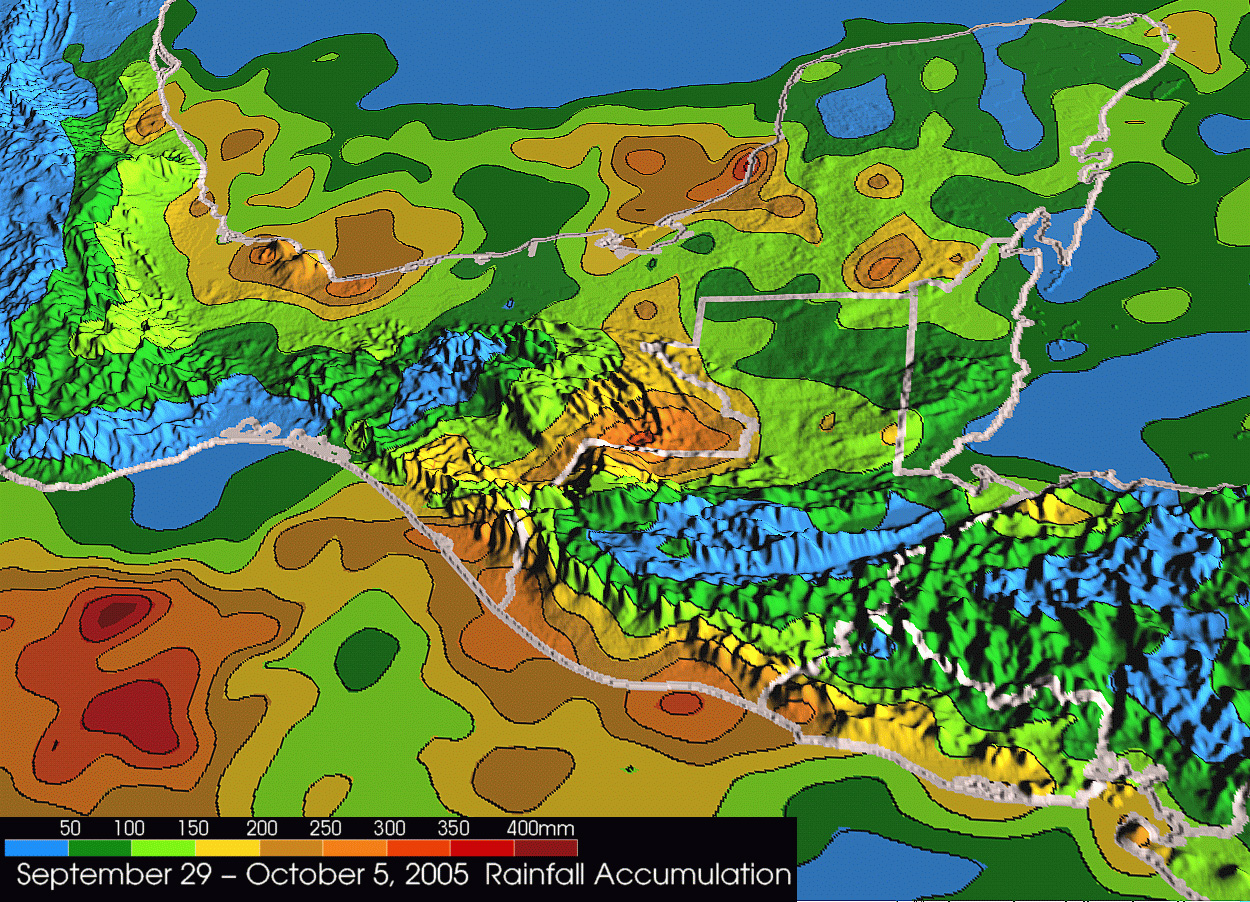
Ước tính lượng mưa cho các khu vực Trung Mỹ từ ngày 29 tháng 9 đến ngày 5 tháng 10.

Bão Stan bắt nguồn từ một sóng nhiệt đới ngoài khơi bờ biển phía tây châu Phi và Trung tâm Bão quốc gia bắt đầu theo dõi nó vào ngày 17 tháng 9. Sóng nhiệt đới di chuyển về phía tây trong một thời gian, nhưng vẫn chưa phát triển. Mãi đến ngày 22 tháng 9, các đợt phun trào đối lưu mới dần dần xuất hiện; tuy nhiên, độ đứt gió theo phương thẳng đứng mạnh hơn trong khu vực đã ngăn cản sự phát triển thêm vài ngày sau đó. Đến vùng biển Caribe vào ngày 1 tháng 10, nó mạnh lên thành áp thấp nhiệt đới, và nằm cách đảo Cozumel, Mexico 215 km về phía Đông Nam.
Lúc này áp thấp nhiệt đới nằm ở phía Nam của dải áp cao, di chuyển theo hướng Tây Bắc sang Tây. Vài giờ sau khi mạnh lên thành áp thấp nhiệt đới, nó đã mạnh lên thành một cơn bão nhiệt đới và được NHC gán tên "Stan". Bão đổ bộ lần đầu tiên vào lúc 10 giờ sáng ngày 2 tháng 10, vị trí tâm bão cách Tulum, Mexico 55 km về phía nam, tốc độ gió trung bình trong một phút là 35 hải lý/giờ khi đổ bộ vào đất liền, trong một thời gian ngắn nó suy yếu thành áp thấp nhiệt đới ở phần phía nam của bán đảo Yucatán. Sau khi đi vào Vịnh Mexico, Stan mạnh lại thành bão nhiệt đới.
Do tương tác với một khu vực áp suất cao, bão đổi hướng thành tây nam. Do môi trường ở Vịnh Campeche thuận lợi cho sự phát triển của xoáy thuận nhiệt đới nên bão nhanh chóng mạnh lên trở lại và các đặc điểm mắt xuất hiện. Nhiệt độ tại tâm bão đo được là -90 °C (-130 °F). Vào trưa ngày 4 tháng 10, theo giờ địa phương, Stan đổ bộ gần Punta Rocca Partida và nhanh chóng suy yếu do ảnh hưởng của địa hình. Bão tan vào ngày 5 tháng 10.

## Ảnh hưởng
Bão Stan gây ảnh hưởng nghiêm trọng nhất ở Guatemala. Mặc dù 1.513 người được xác nhận đã thiệt mạng nhưng số nạn nhân có thể đã vượt quá 2.000 người do hàng trăm người đã và đang mất tích. Tại Mexico, bão Stan đã mang gió mạnh và mưa lớn đến bán đảo Yucatán. Bộ Nội vụ nước này đã ban hành tình trạng khẩn cấp đối với các bang Chiapas, Hidalgo, Oaxaca, Puebla và Veracruz trong bối cảnh lũ lụt ở một số khu vực. Tổng thống Mexico Vicente Fox cho biết, bão gây thiệt hại khoảng 20 tỷ peso; tại Honduras, bão làm 7 người thiệt mạng và gây thiệt hại 1 tỷ USD; tại El Salvador, bão gây lũ lụt và lở đất tàn khốc, gây thiệt hại 355,6 triệu USD, bằng 2,2% tổng sản phẩm quốc nội của đất nước trong năm trước.